# バリトン伊藤
バリトン伊藤（ - いとう、本名：伊藤 浩秋（いとう ひろあき）、1961年8月1日 - ）は、秋田県・本荘市（現・由利本荘市）出身のローカルタレント、ラジオパーソナリティ。本名でも活動している。
主に秋田県のテレビ、ラジオ番組への出演やイベントの司会を行い、秋田弁での喋りで人気を得る（本人によると、本職は洋裁業とのこと）。秋田弁を買われて映画「釣りバカ日誌15 ハマちゃんに明日はない!?」にもゲスト出演した。

## 出演番組
現在
- 秋田コミュニティー放送「ロックンロールでいいですか？」
- エフエム秋田「バリトン伊藤のお疲れ様です」（金曜 17:55 - 18:00）
- エフエム秋田「オモリンにっき」（毎月第1日曜 9:30 - 10:00）

過去
- 秋田テレビ「なんでもアリーナ」
- 秋田朝日放送「秘密結社 クロトサカ団」（2008年3月 - 2019年3月）
- 秋田朝日放送「ぷぁぷぁ金星」（2001年5月25日 - 2025年3月15日、毎月第1・2金曜深夜24:15～24:45）
- ABSラジオ「ラヂオ快晴土曜日」シリーズのキャスター、「ラヂオ快晴原じるし」中継車
- ABSラジオ「歌謡曲ふれあい電話リクエスト」アシスタント
- ABSラジオ「フルーツサタデー」（ 土曜 13：00～14：00）
- エフエム秋田「スクールヤーニーズ!」（水曜 18:00～18:55）
- CM・NTTフレッツ（NTT東日本秋田支店）
- エフエム秋田「ユリホン・ジョーンズ3D」（2012年4月5日 - 2013年3月28日、木曜 12:00～12:55）

## その他
- 奥羽住宅産業株式会社イメージキャラクター[1]
- マジカルママCM出演